# Карнс-Сіті (Пенсільванія)
Карнс-Сі́ті (англ. Karns City) — місто (англ. borough) в США, в окрузі Батлер штату Пенсільванія. Населення — 175 осіб (2020).

## Географія
Карнс-Сіті розташований за координатами 40°59′49″ пн. ш. 79°43′35″ зх. д. / 40.99694° пн. ш. 79.72639° зх. д. (40.996951, -79.726353). За даними Бюро перепису населення США в 2010 році місто мало площу 0,94 км², уся площа — суходіл.

## Демографія
Згідно з переписом 2010 року, у селищі мешкало 209 осіб у 88 домогосподарствах у складі 62 родин. Густота населення становила 223 особи/км². Було 97 помешкань (103/км²).
Расовий склад населення:
| - 100,0 % — білих |

До двох чи більше рас належало 0,0 %. Частка іспаномовних становила 0,0 % від усіх жителів.
За віковим діапазоном населення розподілялося таким чином: 22,0 % — особи молодші 18 років, 56,5 % — особи у віці 18—64 років, 21,5 % — особи у віці 65 років та старші. Медіана віку мешканця становила 42,8 року. На 100 осіб жіночої статі у селищі припадало 102,9 чоловіків; на 100 жінок у віці від 18 років та старших — 91,8 чоловіків також старших 18 років.
Середній дохід на одне домашнє господарство становив 39 736 доларів США (медіана — 32 083), а середній дохід на одну сім'ю — 44 283 долари (медіана — 37 500). За межею бідності перебувало 29,9 % осіб, у тому числі 58,3 % дітей у віці до 18 років та 6,1 % осіб у віці 65 років та старших.
Цивільне працевлаштоване населення становило 71 особа. Основні галузі зайнятості: освіта, охорона здоров'я та соціальна допомога — 26,8 %, транспорт — 18,3 %, виробництво — 18,3 %.